# 赫梅利斯卡
49°30′40″N 25°59′32″E / 49.51111°N 25.99222°E
赫梅利斯卡（羅馬化：Khmelyska）是位於烏克蘭西部特諾皮爾州特諾皮爾區的村莊，始建於1565年，面積2.7平方公里，2001年人口711。